# Fernand Xau
Fernand Arthur Pierre Xau, né le 22 avril 1852 à Nantes et mort le 1er mars 1899 à Grasse, est un journaliste français, fondateur du quotidien Le Journal.

## Biographie
Fils d’un ouvrier voilier et d’une exploitante de magasin de chaussure, Xau avait été destiné aux métiers de l’industrie à Nantes. Lors de la guerre de 1870, son père, désireux de lui épargner les fatigues du métier à tisser, l’avait placé, comme employé, dans une grosse société de constructions navales où il rédigeait, déjà, une petite feuille manuscrite qu’il faisait circuler parmi les employés de la maison. Sa verve satirique s’y exerçait avec une bonne humeur qui, mal appréciée, l’a fait congédier.
Son père l’ayant ensuite envoyé à Limoges, à l’usine du Creusot, il a été employé, pendant quelques mois, à la comptabilité, il s’est montré plus assidu à chroniquer sur son entourage qu’à aligner des chiffres sur les livres. Revenu à Nantes, âgé de 20 ans, il y a créé de petites feuilles satiriques, l’Étincelle, la Silhouette, feuilles d’un jour qu’il rédigeait seul    - et qui ont préludé à son entrée au Phare de la Loire, où l’on se rappelait toujours, après un quart de siècle, sa spirituelle collaboration.
Il a été le type du reporter, toujours à l’affut de l’information sensationnelle, courant, le carnet à la main, à la source des nouvelles, voyant, observant, notant, et, le lendemain, servant à ses lecteurs le « plat du jour » où son esprit avait ajouté les épices convenables. Il n’est pas non plus resté étranger à la politique : il a fait campagne, au nom du Phare de la Loire, qui l’avait détaché à la Roche-sur-Yon au moment de la crise du 16 mai 1877 ; il y a gagné ses éperons de polémiste. Après avoir lancé, à Nantes en 1874, A la Lorgnette, un petit journal local des théâtres, qui n’a vécu que deux ans, il a fondé, dans la même ville, le Foyer, publication littéraire qui n’a vécu aussi que peu de temps.
Monté à Paris après la chute du Foyer, et incapable de rentrer dans un journal parisien, il a créé la Cravache, puis l’Éclair. Certes, L’Éclair se vendait bien en kiosques. Il était cependant pourchassé par ses créanciers, les collaborateurs, l’imprimeur. Il a eu l’idée, pour sortir d’embarras, de supprimer le journal, pour le faire reparaitre dans quelque temps sous un autre titre.
Sur ces entrefaites, des élections avaient eu lieu, le 20 février 1876. Recommandé à l’un de ses compatriotes, Charles-Ange Laisant, qui venait de débarquer comme député de la première circonscription de Nantes, il a été accepté, séance tenante, comme secrétaire à trente francs par mois. Ce poste modeste lui a permis de se créer des relations dans le monde politique et parlementaire, jusqu’au jour où il a été remercié pour avoir failli égarer le courrier dans un fiacre.
De nouveau à la recherche d’une position dans le journalisme, fréquentant le café de Madrid, le café de Suède, les brasseries du faubourg Montmartre, il a d’abord collaboré à quelques petits journaux, puis au Triboulet, avant de se lier avec un reporter du Voltaire et de faire du reportage avec lui. Bientôt entré dans ce journal pour son propre compte, le 1er avril 1880, il a été chargé des échos et des faits divers.
L’interview venant d’être inventée, il s’est jeté à corps perdu dans ce genre d’information auquel il a donné un développement extraordinaire. Ayant trouvé sa voie, il est ainsi devenu le prince du reportage, le roi de l’interview, se rendant notamment célèbre avec celle d'Émile Zola à domicile, parue en page 2 du Gil Blas du 22 aout 1880.
Après avoir été le correspondant du Voltaire pendant la campagne de Tunisie, il est revenu sur le boulevard avec la rosette du Nichan Iftikhar à la boutonnière, et a repris l'activité d’interview qui faisait sa réputation. Du Voltaire, il est alors passé au Gil Blas, faisant le voyage de Lisbonne pour assister à des fêtes royales et rentrant par l’Espagne après avoir interviewé le maréchal Bazaine, lequel y vivait en exil après son évasion du fort royal de l'île Sainte-Marguerite .
Dès lors, de succès en succès, il a gagné beaucoup d’argent. Il s'est installé dans un appartement confortable, où faisaient antichambre les directeurs de théâtres, les littérateurs, les artistes, les célébrités du jour. A son tour, il était devenu, dans son genre, une célébrité, un personnage influent. Le solliciteur d’autrefois recevait désormais les sollicitations.
Il a eu ensuite l'idée de créer un « journal littéraire d’un sou » destiné aux petits commerçants, aux instituteurs, aux ouvriers et aux employés : il a fondé Le Journal, le 18 septembre 1892. Il s’attache alors les meilleurs plumes de Paris à des tarifs qui font frémir tous ses confrères : Octave Mirbeau, Maurice Barrès, Émile Zola, Bernard Lazare, Paul Adam, Remy de Gourmont, Léon Daudet, Jules Renard, Raoul Ponchon, Paul Brulat, Alphonse Allais, Georges Courteline ou encore Georges Clemenceau. Le Journal ne tarde pas à se faire une place importante dans la presse quotidienne, avec un tirage de 450 000 exemplaires à la fin du XIXe siècle.De tendance républicaine, il deviendra sous son impulsion l'un des quatre plus grands quotidiens français d’avant-guerre. 
Il a associé à son œuvre, sans rancune, l’ancien député Laisant en le prenant pour collaborateur. Lorsqu'il apprend que la revue littéraire Gil Blas (qui avait notamment publié Maupassant, Musset et George Sand) est en difficulté financière, il rachète la publication où il avait débuté comme simple reporter et, revenu comme directeur, lui rend sa prospérité. En 1893, il lance un supplément illustré, Le Journal pour tous, qui est suspendu en 1906.
Il a également donné des articles remarqués au Télégraphe, aux Droits de l’homme, au Mot d’Ordre, au Radical, à la Marseillaise, à l'Homme libre, au Bien public, à la Lanterne, à la Paix et, en dernier lieu, à L’Écho de Paris.

En 1887, il a fait partie des défenseurs de La Terre d'Émile Zola, face à l'attaque du Manifeste des cinq contre le roman.Ce qi ne l'empêche pas, Anti-dreyfusard, de soutenir que Zola a été malhonnête en publiant J'accuse, le 13 janvier 1898; cela lui vaut cette réplique de son ami et collaborateur Octave Mirbeau, avec qui il se brouille : 

« Xau a commis envers Zola un acte d’inconvenance. Je ne lui reproche pas d’avoir des idées autres que celles de Zola. Je lui reproche seulement de les avoir exprimées sur un ton qui ne convenait pas. Il était tenu à de la déférence, non seulement envers l’écrivain qu’il admire, mais envers l’homme, qu’il connaît assez pour savoir que Zola est un grand honnête homme, et qu’il ne commet pas « une mauvaise action ». Et puis son génie, voilà tout, n’est pas celui de Xau. »

En janvier 1899, il adhère à la Ligue de la patrie française.
Il meurt alcoolique à 46 ans,. Alexis Lauze lui succède à la tête du Journal. Son corps ramené de Grasse à Paris, il a été, après un service religieux en l’église Saint-Honoré d’Eylau, inhumé au cimetière des Batignolles.
Hydropathe, il appartenait également à l’Association des journalistes parisiens, depuis le 15 avril 1885, au Syndicat de la presse parisienne, à l’association syndicale professionnelle des journalistes républicains français. Une plaque commémorative du fondateur du Journal est apposée sur la porte cochère de sa maison natale, sise au 20, rue Franklin.

## Publications
- Histoire biographique illustrée de nos députés, Paris, Duclaux fils, 1877, Gr. in-8° (OCLC 459172684, lire en ligne).
- Émile Zola, Paris, Marpon et Flammarion, 1880, 68 p. (OCLC 722393469, lire en ligne).